# Alessandro Mannarino

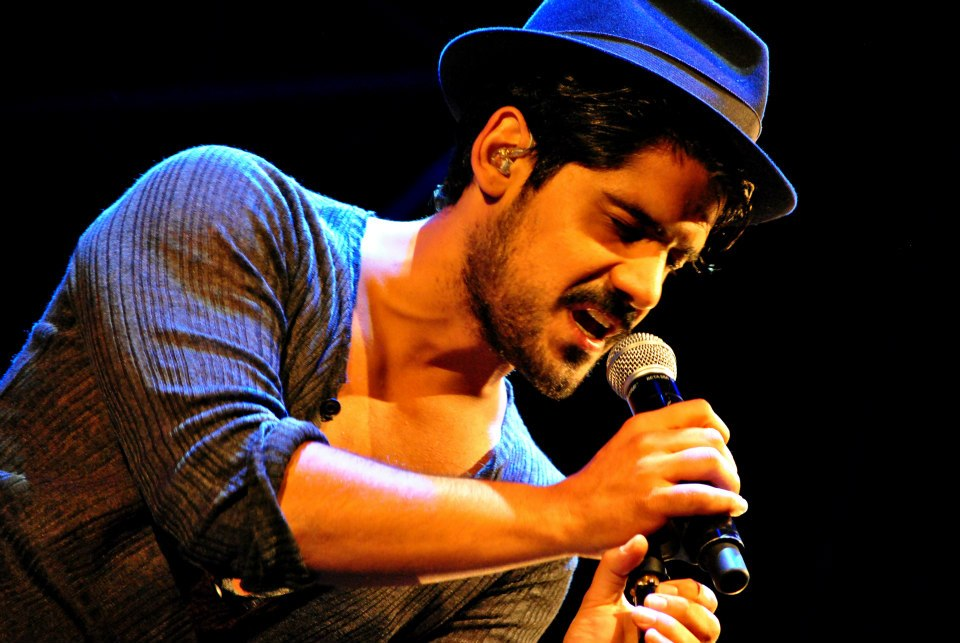
Mannarino bei einem Auftritt 2012

Alessandro Mannarino (* 23. August 1979 in Rom), auch nur Mannarino, ist ein italienischer Cantautore.

## Karriere
Mannarino begann seine Karriere als Musiker 2001. Unter dem Namen Kampina gründete er 2006 eine Band, die mit Posaune, Bass, Akkordeon, Schlagzeug, Geige und Gitarre besetzt war. Erst 2009 begann er mit seiner Solokarriere, sein Debütalbum trug den Titel Bar della rabbia. Damit wurde er für den Premio Gaber und den Tenco-Preis als bestes Debüt nominiert. Für die Radiosendung Vasco de Gama auf Rai Radio 2 schrieb Mannarino die Titelmelodie; außerdem arbeitete er für die Filmproduktionsgesellschaft Fandango an Filmmusik. Ende 2010 beteiligte er sich am vom Club Tenco initiierten Projekt La leva cantautorale degli anni zero und wurde durch seine Auftritte in der Fernsehsendung Parla con me von Serena Dandini einem breiteren Publikum bekannt.
Im Jahr 2011 veröffentlichte er das zweite Album Supersantos und zeichnete für die Titelmelodie von Ballarò auf Rai 3 verantwortlich. 2012 trat er beim traditionellen Concerto del Primo Maggio in Rom und dem Hit Week Festival in den USA auf. Für den Film Tutti contro tutti von Rolando Ravello schrieb Mannarino 2013 zusammen mit Tony Brundo die Musik, die beim Magna Grecia Film Festival in Catanzaro ausgezeichnet wurde. 2014 war die Reihe an seinem dritten Album Al monte, dem die Single Gli animali vorangegangen war. 
Mit dem Album Apriti cielo meldete sich der Musiker 2017 wieder zurück und erreichte direkt den ersten Platz der Charts.

## Diskografie

### Alben
| Jahr | Titel             | Höchstplatzierung, Gesamtwochen, AuszeichnungChartsChartplatzierungen (Jahr, Titel, Platzierungen, Wochen, Auszeichnungen, Anmerkungen) | Anmerkungen                                         |
| Jahr | Titel             | IT | Anmerkungen                                         |
| ---- | ----------------- | --- | --------------------------------------------------- |
| 2011 | Supersantos       | IT17 Gold · (15 Wo.)IT | Leave/Universal Verkäufe: + 25.000                  |
| 2011 | Bar della rabbia  | IT87 Platin · (5 Wo.)IT | Leave/Universal; erschienen 2009 Verkäufe: + 50.000 |
| 2014 | Al monte          | IT3 Gold · (18 Wo.)IT | Leave/Universal Verkäufe: + 25.000                  |
| 2017 | Apriti cielo      | IT1 Platin · (36 Wo.)IT | Leave/Sugar/Universal Verkäufe: + 50.000            |
| 2017 | Apriti cielo live | IT16 (12 Wo.)IT | Leave/Sugar/Universal, Livealbum                    |
| 2021 | V                 | IT2 (4 Wo.)IT |                                                     |

### Singles (Auswahl)
| Jahr | Titel Album                       | Höchstplatzierung, Gesamtwochen, AuszeichnungChartsChartplatzierungen (Jahr, Titel, Album, Platzierungen, Wochen, Auszeichnungen, Anmerkungen) | Anmerkungen         |
| Jahr | Titel Album                       | IT | Anmerkungen         |
| ---- | --------------------------------- | --- | ------------------- |
| 2014 | Gli animali Al monte              | IT59 (1 Wo.)IT |                     |
| 2014 | Me so’ mbriacato Bar della rabbia | IT65 ×3Dreifachplatin · (19 Wo.)IT | Verkäufe: + 150.000 |
| 2016 | Apriti cielo                      | IT71 Gold · (2 Wo.)IT | Verkäufe: + 25.000  |

Weitere Singles
- Scetate vajò (2009) – Gold (25.000+)[2]
- Statte zitta (2011) – Gold (25.000+)[2]
- Marylou (2011) – Gold (25.000+)[2]
- Arca di Noè (2013) – Gold (25.000+)[2]
- Ultra Pharum (feat. Samuel; 2018)

## Belege
1. ↑  Alben von Mannarino. In: Italiancharts.com. Hung Medien, abgerufen am 4. April 2018.
2. 1 2 3 4 5 6 7 8 9 10  Auszeichnungsarchiv Mannarino. FIMI, abgerufen am 26. Oktober 2020 (italienisch).
3. ↑  Archivio classifiche Top Digital. FIMI, abgerufen am 4. April 2018 (italienisch).

| Personendaten    | Personendaten            |
| ---------------- | ------------------------ |
| NAME             | Mannarino, Alessandro    |
| ALTERNATIVNAMEN  | Mannarino                |
| KURZBESCHREIBUNG | italienischer Cantautore |
| GEBURTSDATUM     | 23. August 1979          |
| GEBURTSORT       | Rom                      |